# Frédéric von Osten

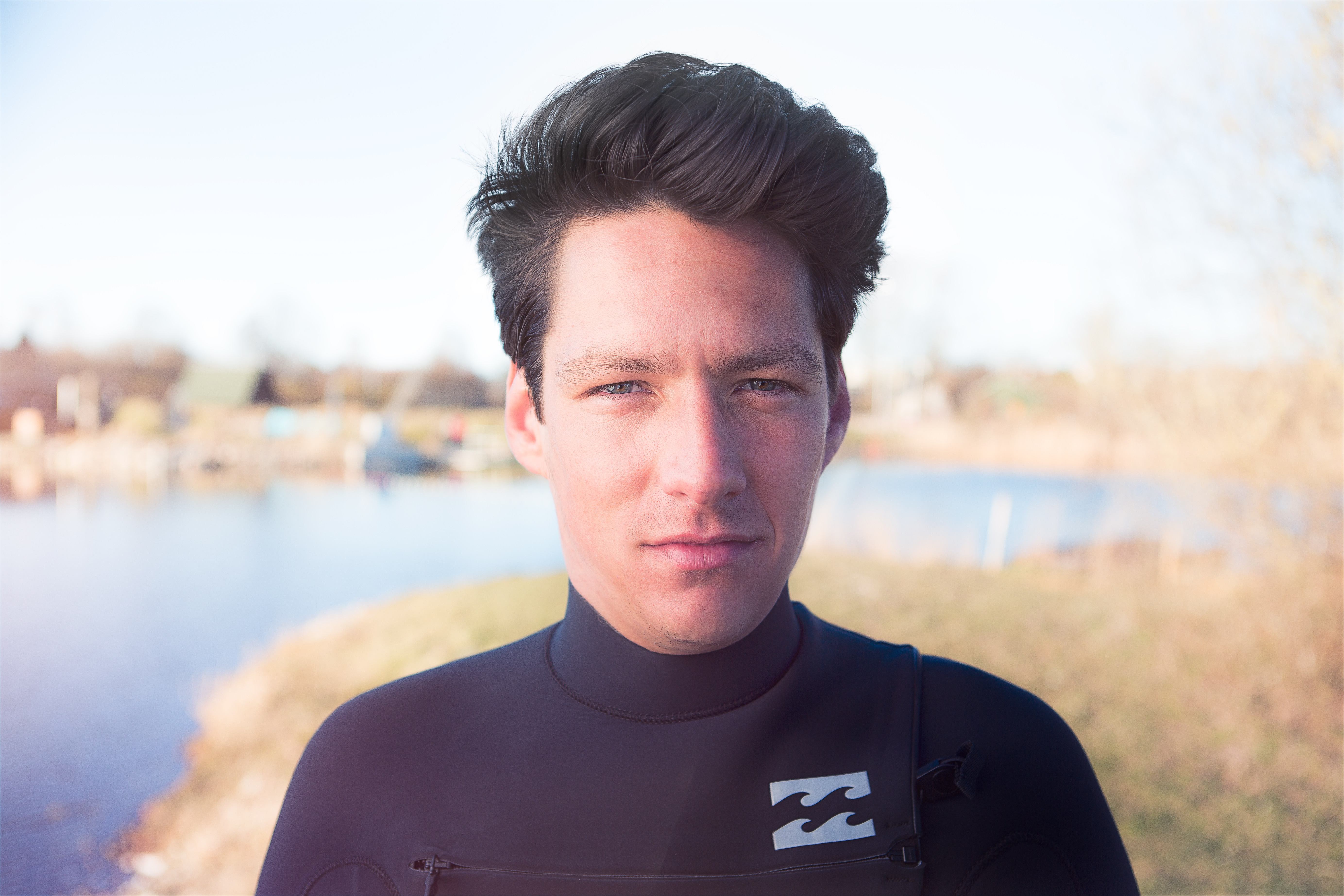
Frédéric von Osten, 2015

Frédéric von Osten (* 11. April 1993 in Kiel) ist ein deutscher Profi-Wassersportler in der Disziplin Wakeboard. Er ist mehrfacher Weltmeister, Europameister und Deutscher Meister, einige Titel davon gewann er bei Jugendwettbewerben.

## Sportliche Laufbahn
Frédéric von Osten wurde wiederholt zum Sportler des Jahres gewählt, 2013 erhielt er die Goldene Ehrennadel des Wasserski- und Wakeboardverbandes, die als höchste Auszeichnung im deutschen Wakeboard-Sport gilt.

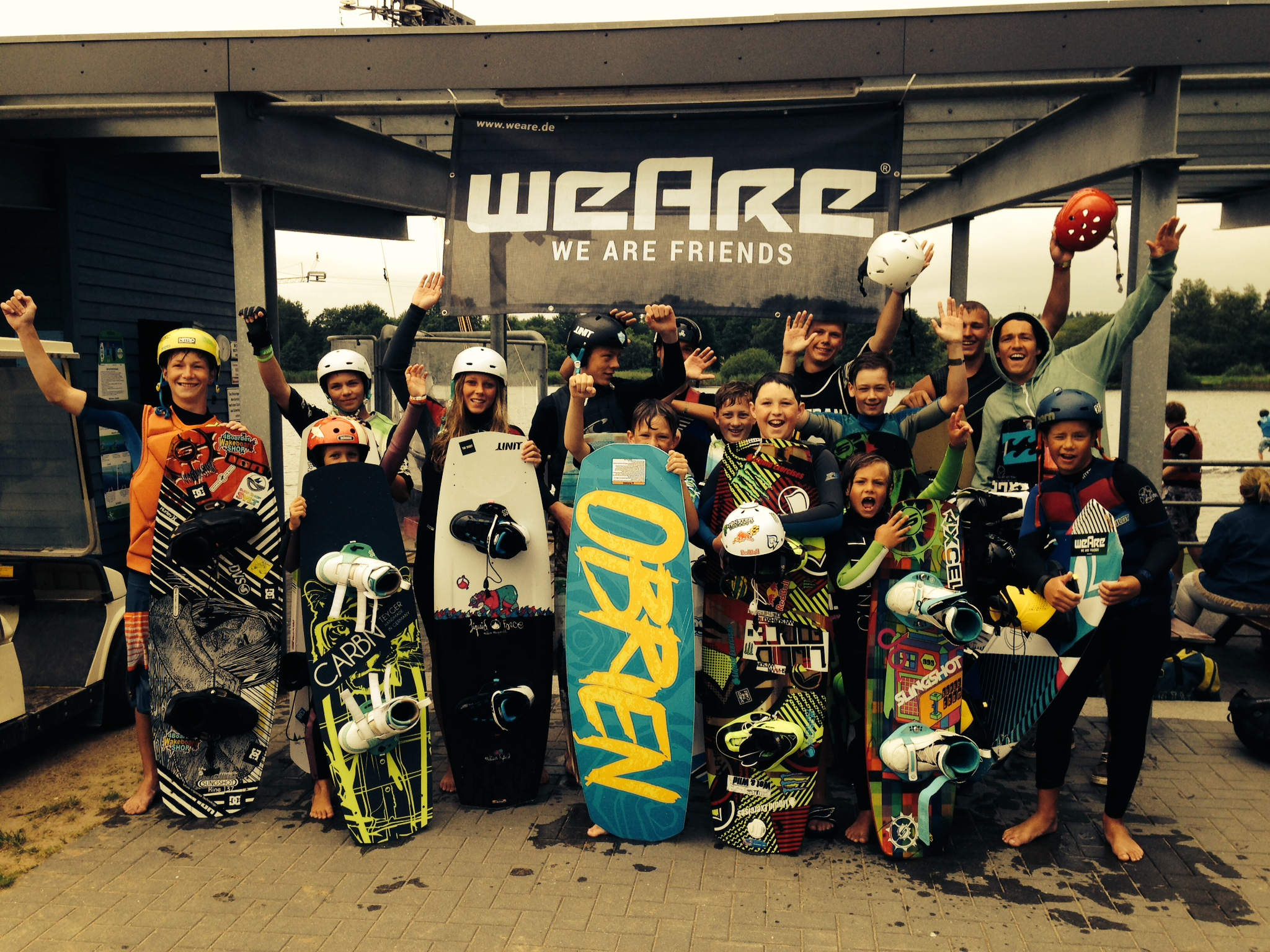
Youngblood Wakeboardcamp

2009 entwickelte von Osten eine eigene Sprungkombination, den Eastmobe, der 2010 offiziell nach ihm benannt wurde.
Von Osten war 2013 Schirmherr des Red Bull Rising High in der Hamburger Hafencity.
Mit seinem Projekt „Youngblood Wakeboardcamp“ setzt er sich seit 2014 für die Nachwuchsförderung ein.
Frédéric von Osten besuchte im Laufe seiner Karriere verschiedene besondere Orte, um dort riskante Sprünge auszuprobieren, dazu zählen die Cisterna Basilica in Istanbul, die Zeche Zollverein Essen, die Weißsee Gletscherwelt oder die Wasserterrassen vor dem Hamburger Planetarium.
Frédéric von Osten war Markenbotschafter für Billabong, Ronix Wakeboards und Red Bull.
Er hat sich 2015 aus dem aktiven Sport zurückgezogen, weil er nach einer Verletzung seine Leistung nicht mehr erreichen konnte. Nach seiner Ausbildung zum Immobilienkaufmann in Hamburg ist er Teil einer Partnerschaft und als selbständiger Makler tätig.

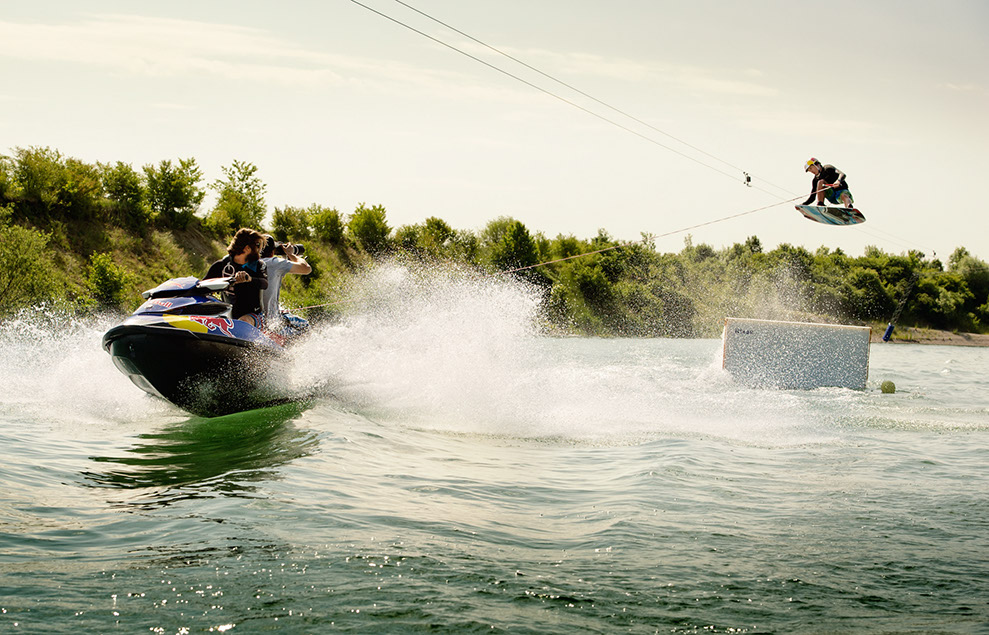
Frédéric von Osten beim Wakeboarden

## Erfolge

### Weltmeister-Titel
- Weltmeister in der Altersklasse Boys (bis 15 Jahren) Annapa, Russland 2008
- Weltmeister in der Altersklasse Junior Men (bis 19 Jahren) Neubrandenburg, Deutschland 2010
- Weltmeister in der Altersklasse Open Men (Offene Klasse) Philippinen 2012;

### Weitere Wettkampferfolge

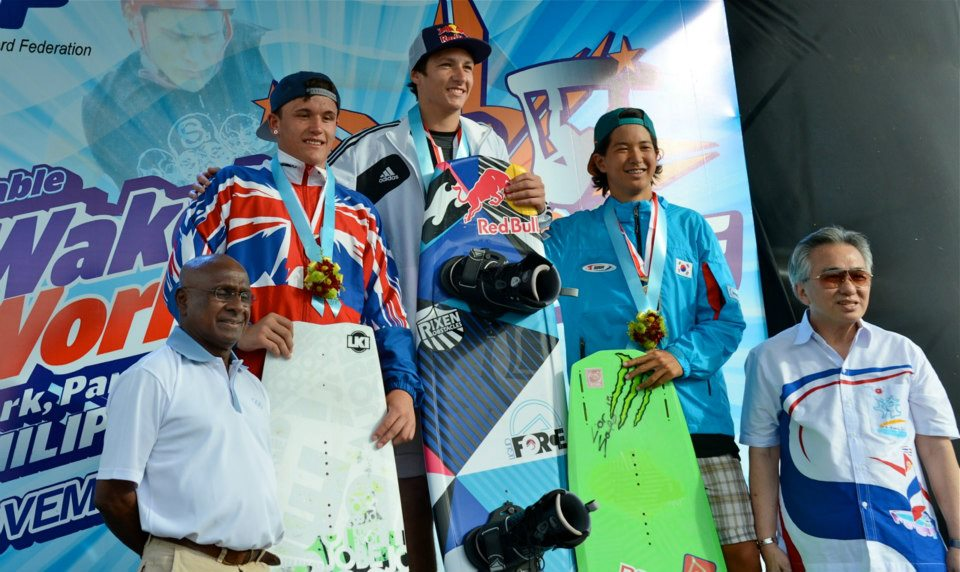
Siegerehrung Weltmeister 2012 Manila, Philippinen

- Sieger Deutsche Meisterschaft (Boys) Pfullendorf, Germany 2006
- Sieger Europameisterschaft (Boys) Almere, Germany 2007
- Sieger Deutsche Meisterschaft (Boys) Berlin, Germany 2007
- Sieger Deutsche Meisterschaft (Boys) Magdeburg, Germany 2008
- Sieger Deutsche Meisterschaft (Junior Men) Neubrandenburg, Germany 2009
- Sieger Foster´s Cup International (WWA WPWS) (Pro Men) Magdeburg, Germany 2009
- Sieger Red Bull Wake the line Wildcard Winner (Pro Men) Köln, Germany 2009
- Sieger Overall WWA Europe Wake Park Series (Open Men) 2009
- Sieger Deutsche Meisterschaft (Junior Men) Duisburg, Germany 2010
- Sieger Protest Cable Call (Offene Klasse) Nieuwegein, Niederlande 2011
- Sieger Protest Cable Call (Obstacles Only) 2011
- Sieger Telekom Extrem Playgrounds (Offene Klasse) Pinneberg, Germany 2012
- Sieger World Cup (Offene Klasse) Tokio, Japan 2012
- Sieger Europameisterschaft (Offene Klasse) Toulouse, Frankreich 2012
- Sieger International Alfsee Jump (Open Men) Rieste, Germany 2012
- Sieger Deutsche Meisterschaft (Open Men) Salzgitter, Germany 2012
- Sieger Europameisterschaft (Open Men) Sweden 2013
- Sieger “The Bricks Open” Duisburg, Germany 2014
- Sieger Deutsche Meisterschaft (Open Men) Salzgitter, Germany 2014

## Preise & Ehrungen
- German Action Sports Award Winner 2008
- IWWF Cable Wakeboard Rider Of The Year 2009
- The Gap Magazine Rider Of The Year 2010
- German Action Sports Award Winner 2010
- The Gap Magazine Award Best Video of 2011 (Red Bull Zeche)
- The Gap Magazine Best Trick 2012 (Raley 720)
- The Gap Magazine Best Cale Rider 2012
- The Gap Magazine Rider Of The Year 2012
- IWWF European Cable Wakeboarder Of The Year 2012
- IWWF World Cable Wakeboard Rider Of The Year 2013
- Goldene Ehrennadel (verliehen vom Wasserski & Wakeboard Verband) 2013